# Залог при Церкљах
Залог при Церкљах (словен. Zalog pri Cerkljah) је насељено место у општини Церкље на Горењскем, Горењска регија, Словенија.

## Историја
До територијалне реорганизације у Словенији био је у саставу старе општине Крањ.

## Становништво
У попису становништва из 2011. године, Залог при Церкљах је имао 440 становника.
| Број становника према пописима | Број становника према пописима | Број становника према пописима |
| ------------------------------ | ------------------------------ | ------------------------------ |
| 1991                           | 2002                           | 2011                           |
| 365                            | 386                            | 440                            |

Напомена: До 1953. исказивано под именом Залог.